# Skały (Kotulin)
Skały (niem. Skaal, od 1936 Webern) – część wsi Kotulin w Polsce, położona w województwie śląskim, w powiecie gliwickim, w gminie Toszek.
W latach 1975–1998 Skały administracyjnie należały do województwa katowickiego.
Skały położone są na północ od Nakła.

## Nazwa
Według Adamego nazwa pochodzi od słowa skały. Heinrich Adamy w swoim dziele o nazwach miejscowych na Śląsku wydanym w 1888 roku we Wrocławiu wymienia "Skaly" jako stara słowiańska nazwa podając jej znaczenie jako "Steinsdorf" czyli w tłumaczeniu "Kamienna wieś". Niemcy przejmowali nazwę jako "Skal", a później zmieniła się na Skaal w wyniku czego utraciła ona swoje pierwotne znaczenie.
W okresie hitlerowskiego reżimu w latach 1936-1945 nazistowska administracja III Rzeszy masowo zmieniła nazwy miejscowe, także Skaal na nową nazwę Webern.